# 弗拉基米尔四世·留里科维奇
弗拉基米尔四世·留里科维奇（烏克蘭語：Володимир Рюрикович，1187年—1239年3月3日）是佩列亚斯拉夫公国王公（1206–1213）、斯摩棱斯克王公（1213–1219）和基輔大親王（大公）。他是留里克·罗斯季斯拉维奇的儿子。